# Kjellmansgatan
Kjellmansgatan är en gata i stadsdelen Masthugget i Göteborg. Gatan är ungefär 530 meter lång och går från Bangatan i början av backen upp till Repslagaregatan. Kjellmansgatan fick sitt namn 1879.

## Namngivning
Gatans namn sägs härstamma ifrån kapten JJ Kjällman som bodde i en gränd på Stigbergsliden. Namnet kan även härstamma från skeppsredaren CL Kjällman som ägde ett hus vid gatan.